# Cyrtandra atrichos
Cyrtandra atrichos är en tvåhjärtbladig växtart som beskrevs av Charles Baron Clarke. Cyrtandra atrichos ingår i släktet Cyrtandra och familjen Gesneriaceae. Inga underarter finns listade i Catalogue of Life.